# Bombardeig del teatre de Mariúpol
El bombardeig del Teatre de Mariúpol es va produir el 16 de març de 2022. Els funcionaris ucraïnesos van acusar les Forces Armades de Rússia de bombardejar el teatre que s'utilitzava com a refugi antiaeri durant el setge de Mariúpol, i que aixoplugava de 500 a 1.200 civils els dies anteriors. Les autoritats russes van negar la responsabilitat i van acusar el batalló Azov d'haver planificat i dut a terme l'atemptat contra el teatre.

## Context
El 24 de febrer, les Forces Armades russes, treballant juntament amb els rebels prorussos, van assetjar la ciutat portuària de Mariúpol, provocant nombroses víctimes, ja que els subministraments com ara menjar, gas i electricitat es van tallar als locals. El vicealcalde de Mariúpol, Sergui Orlov, ha estimat que entre el 80 i el 90% de la ciutat havia estat destruïda a causa dels bombardejos.
El teatre és un dels nombrosos llocs culturals i patrimonials d'Ucraïna que han estat destruïts durant la invasió russa d'Ucraïna el 2022. Les imatges de satèl·lit del teatre preses el 14 de març de 2022 mostren la paraula "nens" escrita en rus en dos llocs fora del teatre en un intent d'identificar-la a les forces invasores com un refugi antiaeri civil que conté nens i no un objectiu militar. Els responsables de l'ajuntament de Mariúpol van afirmar que el teatre era el refugi antiaeri més gran de la ciutat i que en el moment de l'atac només hi havia dones i nens. Human Rights Watch va entrevistar refugiats de Mariúpol que van afirmar que els dies anteriors al 16 de març hi havia entre 500 i 800 persones refugiades al teatre.

## Atac
El 16 de març, Ucraïna va acusar que les forces russes van començar a bombardejar zones civils a Mariúpol. L'artilleria va colpejar nombrosos llocs, inclòs un edifici amb una piscina i un comboi de vehicles. Aleshores, els bombardeigs van colpejar el teatre, reduint l'edifici a runes. Va ser descrit per les autoritats ucraïneses com un crim de guerra.
Tot i que es calculava que el teatre havia albergat entre 500 i 1.200 civils els dies anteriors al 16 de març, no es coneixien les xifres de víctimes a 16 de març de 2022. El refugi antiaeri al soterrani del teatre va sobreviure al bombardeig. Moltes persones van quedar atrapades sota les runes en flames del teatre ensorrat després de l'atac, i els bombardejos continus a la zona van complicar els esforços de recuperació.
Diputats del Parlament Ucraïnès com Dmitro Gurin van afirmar que els esforços de rescat es van veure obstaculitzats a causa dels continus atacs a la zona per part de les forces russes.

## Víctimes
Encara no es coneixen les causes, però algunes persones van sortir amb vida el 17 de març.

## Reaccions
RIA Novosti va informar que les autoritats russes havien negat la seva responsabilitat, en lloc d'acusar el Batalló Azov d'haver planificat i dut a terme l'atemptar al teatre, sense aportar proves.
El ministre de Cultura d'Itàlia, Dario Franceschini, va oferir al govern ucraïnès reconstruir el teatre com més aviat millor.